# Battleground 2017
.Battleground (2017) was een professioneel worstel-pay-per-view (PPV) en WWE Network evenement dat georganiseerd werd door WWE voor hun SmackDown brand. Het was de 5e en laatste editie van Battleground en vond plaats op 23 juli 2017 in het Wells Fargo Center in Philadelphia, Pennsylvania.

## Matches
| Nr. | Match                                                                                     | Winnaar(s)        | Opmerkingen | Bron  |
| --- | ----------------------------------------------------------------------------------------- | ----------------- | --- | ----- |
| 1p  | Aiden English vs. Tye Dillinger                                                           | Aiden English     | Eén-op-één match. | [ 2 ] |
| 2   | The New Day (Kofi Kingston & Xavier Woods) (met Big E) vs. The Usos (Jimmy & Jey Uso) (c) | The New Day (nc)  | Tag team match voor het WWE SmackDown Tag Team Championship.                                                                               | [ 2 ] |
| 3   | Shinsuke Nakamura vs. Baron Corbin                                                        | Shinsuke Nakamura | Eén-op-één match. Nakamura won door diskwalificatie.                                                                                       | [ 2 ] |
| 4   | Natalya vs. Becky Lynch vs. Charlotte Flair vs. Lana vs. Tamina                           | Natalya           | Fatal 5-Way elimination match om de eerst volgende tegesntander te worden voor een WWE SmackDown Women's Championship match op SummerSlam. | [ 2 ] |
| 5   | Kevin Owens vs. AJ Styles (c)                                                             | Kevin Owens (nc)  | Eén-op-één match voor het WWE U.S. Championship.                                                                                           | [ 2 ] |
| 6   | John Cena vs. Rusev                                                                       | John Cena         | Flag match. | [ 2 ] |
| 7   | Sami Zayn vs. Mike Kanellis (met Maria Kanellis)                                          | Sami Zayn         | Eén-op-één match. | [ 2 ] |
| 8   | Jinder Mahal (c) (met The Singh Brothers) vs. Randy Orton                                 | Jinder Mahal      | Punjabi Prison match voor het WWE Championship.                                                                                            | [ 2 ] |